# 梁唐青儀
梁唐青儀（英語：Regina Leung Tong Ching-yee，1957年2月5日—），香港律師，籍貫廣西北海，第四任行政長官配偶及現任副國級領導人全國政協副主席梁振英夫人，香港女童軍總會會長。

## 履歷
唐青儀生於西營盤贊育醫院，父親唐子明從商，母親是郭翠霞。她1977年在英國布里斯托尔理工学院的校友聚會與剛畢業的梁振英邂逅，1981年與他結婚，婚後育有一子兩女：長子梁傳昕、長女梁齊昕和次女梁頌昕，一家五口的名字，羅馬拼音縮寫都是CY。三名子女都曾經在英國留學，長子梁傳昕和次女梁頌昕同在劍橋大學就讀，分別修讀生物化學和經濟；梁頌昕及後到美國史丹佛大學繼續升學，次女梁齊昕則在倫敦政治經濟學院修讀法律。2025年4月8日晚上10時40分，梁齊昕被發現在香港筲箕灣愛德街1號香港逸蘭蘇豪東服務式公寓昏迷倒臥在房間地上。救護員接報到場檢查後，證實梁齊昕已當場不治，終年33歲。4月9日凌晨1時許，梁唐青儀丈夫梁振英由一名要員保護組警員陪同下到場，步入公寓了解情況。
蘋果日報追查梁唐青儀身世，發現她年輕時曾隨英籍親戚改姓「Higgins」，全名「Higgins Regina Ching Yee」，成功入籍英國，婚後又改回中文姓名「梁唐青儀（Leung Tong Ching Yee Regina）」。有律師估計在英國讀書的梁唐青儀被英籍親戚收養而入英籍，藉此獲減免學費。梁唐青儀和行政長官辦公室都拒回應改姓原因。
1983年，在港取得律師執業資格。
2012年，以行政長官夫人身份擔任義工總領袖。
2015年1月，以行政長官夫人身份擔任香港青少年軍總會總司令。

## 爭議

### 回應蔡子強
2014年7月，行政長官夫人梁唐青儀回應時事評論員蔡子強的文章時七情上面，批評蔡為「無知、冷血、涼薄、刻毒」，又稱知道蔡子強為大學講師時「不禁倒抽了一口涼氣」。其採訪片段被網民二次創作成一首名為「一口『梁』氣」的饒舌歌曲，其音樂影片並在網絡上廣泛流傳。編者將行政長官夫人的說話剪輯成歌詞：「齊昕嘅母親，無知涼薄！齊昕嘅父親，冷血刻毒！」，完全扭曲了唐青儀的原意，原本罵人的言論，變成罵自己的樣子，有指這些歌詞「聽在市民耳裡似乎更貼近事實」。另外，她發言時高舉雙手作引號手勢，但她的手勢有別於一般的「兩手食指和中指齊舉」，而是「單食指舉」，被網民嘲笑她耍螳螂拳。

### 機場行李事件
2016年4月6日《蘋果日報》網站版報道，3月28日凌晨，梁頌昕乘坐國泰航空CX872班機由香港飛往三藩市，其母、行政長官夫人梁唐青儀在候機室等候期間，梁頌昕不小心在機場進行安檢時遺漏了一個黑色手提行李，航空公司職員及機場保安以程序為由不肯讓她即時取回行李，擾攘20分鐘後，保安公司促梁頌昕向國泰求助。其後行政長官夫人要求航空公司職員將行李送到禁區內，但職員指根據機場保安規定，認領行李時乘客必須重新辦理出境手續，親身到禁區外認領，惟梁太不同意，在機場大鬧50分鐘。

### 涉欠逾9萬卡數遭美國運通入稟追討
2022年6月8日，梁唐青儀遭美國運通公司入稟區域法院追討卡數、逾期費用以及利息，截至2022年4月28日卡數款項共93,155元，年利率為35.34%。入稟狀透露美國運通於2022年5月4日曾發律師信予梁唐青儀，惟對方仍然沒有理會，遂入稟追討，並要求被告支付訟費。梁唐青儀向明報確認事件，表示於5月前收過美國運通信件要求她還款，惟信件沒有列明具體還款金額，經多番溝通後已於上月中已還清所有欠款，及至6月3日美國運通又來信指仍有數千元未還清，亦已於今天過數，不明入稟原因，表示會與對方跟進了解及要求澄清。她亦估計，今次事件有可能源於她早前取消部分戶口的自動轉帳支付服務，引起誤會。

## 軼事
2014年12月上旬，行政長官夫人梁唐青儀以一身鮮紅造型出席公開活動，被指稱「像一隻灼熟了的龍蝦」。網上立即出現大量惡搞龍蝦圖，有人將這隻「人形龍蝦」配搭歌手鄭伊健，成為「龍蝦伊麵」和「龍蝦伊麵底」。亦有人將陳奕迅的《浮誇》改詞成《龍蝦》。

## 外部連結
- 結婚證書揭露 梁振英妻姓 Higgins（页面存档备份，存于）
- 特首夫人唐青儀鬧香港中文大學講師蔡子強涼薄（页面存档备份，存于）
- 唐青儀談次女梁齊昕割腕 轟蔡子強文章刻毒冷血
- 赤柱為鄰多年不往來 唐青儀與蕭若元兒子蕭定一嗌交（页面存档备份，存于）
- 梁振英舊鄰居蕭定一：他妻子唐青儀不可理喻 （页面存档备份，存于）
- 唐青儀僭建醜聞停不了 赤柱大屋疑建二千呎密室 （页面存档备份，存于）